# Maxillaria steyermarkii
Maxillaria steyermarkii är en orkidéart som beskrevs av Ernesto Foldats. Maxillaria steyermarkii ingår i släktet Maxillaria och familjen orkidéer. Inga underarter finns listade i Catalogue of Life.